# Sigmund Hahn

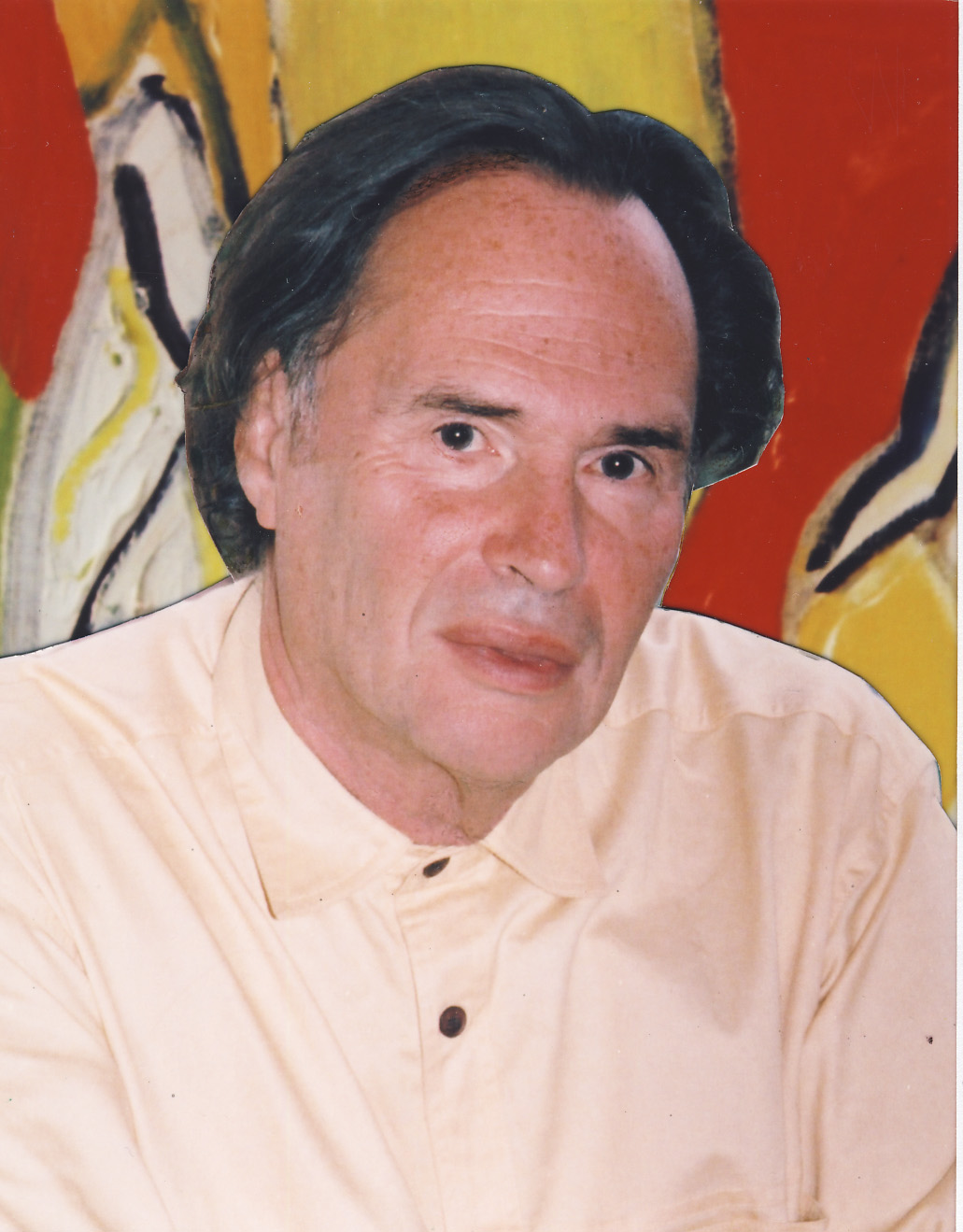
Sigmund Hahn

Sigmund Hahn, Signatur Sicus, (* 2. Mai 1926 in Berlin; † 10. Mai 2009 ebenda) war ein deutscher Maler, Grafiker, Holzschneider und Plastiker. Er ist vor allem als Gestalter von Glasmalerei-Fenstern, Fresken und Mosaiken in zahlreichen Berliner Kirchen bekannt.

## Leben
Sigmund Hahn wurde 1926 in Berlin geboren. Sein Vater war Pfarrer und viele Jahre Missionar in Afrika. Mit 16 Jahren verließ Sigmund Hahn das Gymnasium, um sich voll der Kunst zu widmen.
Von 1942 bis 1944 studierte er an der Berliner Akademie der Künste bei Gerhard Ulrich. Im Frühjahr 1944 wurde er zur Wehrmacht eingezogen und später als Meldereiter nach Ostpreußen geschickt, wo er Mitte April 1945 an Bein und Rücken schwer verwundet wurde. Mit einem der letzten Lazarett- und Flüchtlingsschiffe aus Ostpreußen gelangte er über Kopenhagen in ein Lazarett in Hage (Ostfriesland). Weihnachten 1945 kehrte er nach Berlin zurück. Sein älterer Bruder fiel im Zweiten Weltkrieg.
Im folgenden Jahr nahm er das Studium an der Kunstschule des Nordens in Berlin-Weißensee wieder auf. 1948 veröffentlichte er mit Kurt Grafe und Margot Rothe im Namen der „Studentenschaft der Hochschule für angewandte Kunst Berlin-Weißensee“ in der Zeitschrift Bildende Kunst einen Aufruf „Für Deutschlands Einheit“. Ende 1947 wechselte er an die Hochschule für Bildende Künste und wurde dort von Paul Strecker und später von Max Kaus unterrichtet. Maßgeblich beeinflussten ihn vor allem Karl Hofer und Karl Schmidt-Rottluff.
Um seine benötigten Malmaterialien zu bezahlen, schrieb er für die Jugendzeitschrift Der Start kurze Kritiken. Als Mitglied der Gruppe „Der Igel“ stellte er als 24-Jähriger in der Galerie Schüler in Berlin-Zehlendorf aus. Will Grohmann schrieb damals in der Neuen Zeitung: „Sigmund Hahn mutet sich mit dem ‚Heiligen Franz‘ einen an Bosch genäherten stilisierten Realismus zu, für einen Vierundzwanzigjährigen allerhand.“ Weitere positive Kritiken folgten.
Seine Frau Silva heiratete er 1952. Mit ihr bewohnte er bis zu seinem Tode eine Atelierwohnung, gebaut von Hans Scharoun.
1954 verlieh die Jury Hahn den Kunstpreis der Stadt Berlin für Grafik.
Es folgten weitere Einzelausstellungen in Berlin, Hamburg, München und Paris. Bis 2002 war Sigmund Hahn mit seiner Frau noch regelmäßig auf Studienreisen, zum Beispiel nach Rom, Paris, Vence, Ronchamp, London, Lissabon, Kairo, Istanbul, Prag und Budapest.
Anlässlich der jährlichen Benefiz-Kunstauktion der evangelischen Kirche zu Gunsten von Projekten für Flüchtlinge und Migranten stiftete Sigmund Hahn von Anfang an Drucke seiner begehrten Holzschnitte.

## Künstlerische Entwicklung

### Frühwerk
Die frühen Werke von Sigmund Hahn stehen noch unter dem Einfluss von Karl Hofer. Wie dieser malte Sigmund Hahn damals vor allem in Grauschattierungen. Sie sind durchdrungen von den Erfahrungen des Zweiten Weltkrieges. Seine Bilder zeigen zu dieser Zeit irreale Szenen, Fabelwesen, eigenwillige Symbiosen aus Mensch und Tier geformt. Bald entwickelte Sigmund Hahn vor allem in den Aktzeichnungen, in denen er die Frauenkörper mit Tieren verschmolz oder als Beigabe ihnen hinzusetzte, seine eigenen Ausdrucksmöglichkeiten. Der Wunsch, Kunst zu machen, beherrschte sein ganzes Wesen, half über Schmerzen und Hunger hinweg. Um aber über die grausame Realität des Kriegserlebens hinwegzukommen, schuf er sich seine eigene Bilderwelt; bevölkert mit symbolischen Gestalten, mit Mischwesen, verfremdeten Tieren, Halbmenschen, Halbtieren, denen mitunter ganze Gliedmaßen fehlen. Seine starke Phantasiebegabung kam hier voll zum Tragen. Er zeichnete nun unermüdlich große Blätter. Magisch surrealistisch wirken sie noch heute.
So entstand ein künstlerisches Frühwerk, beachtlich auch gerade als das Werk eines sehr jungen Künstlers, der zu den wenigen seiner Generation gehörte, die den Krieg überlebten. Sein Werk war der innerlichste Ausdruck seiner Erfahrungen, jedoch übertragen in die Sprache der Kunst. In den 1950er Jahren begann Hahn auch in Öl zu malen. Bis 1959 entstanden etliche, zum Teil auch großformatige Ölgemälde und an die 100 Zeichnungen. 1954 erhielt er den Berliner Kunstpreis für Grafik.

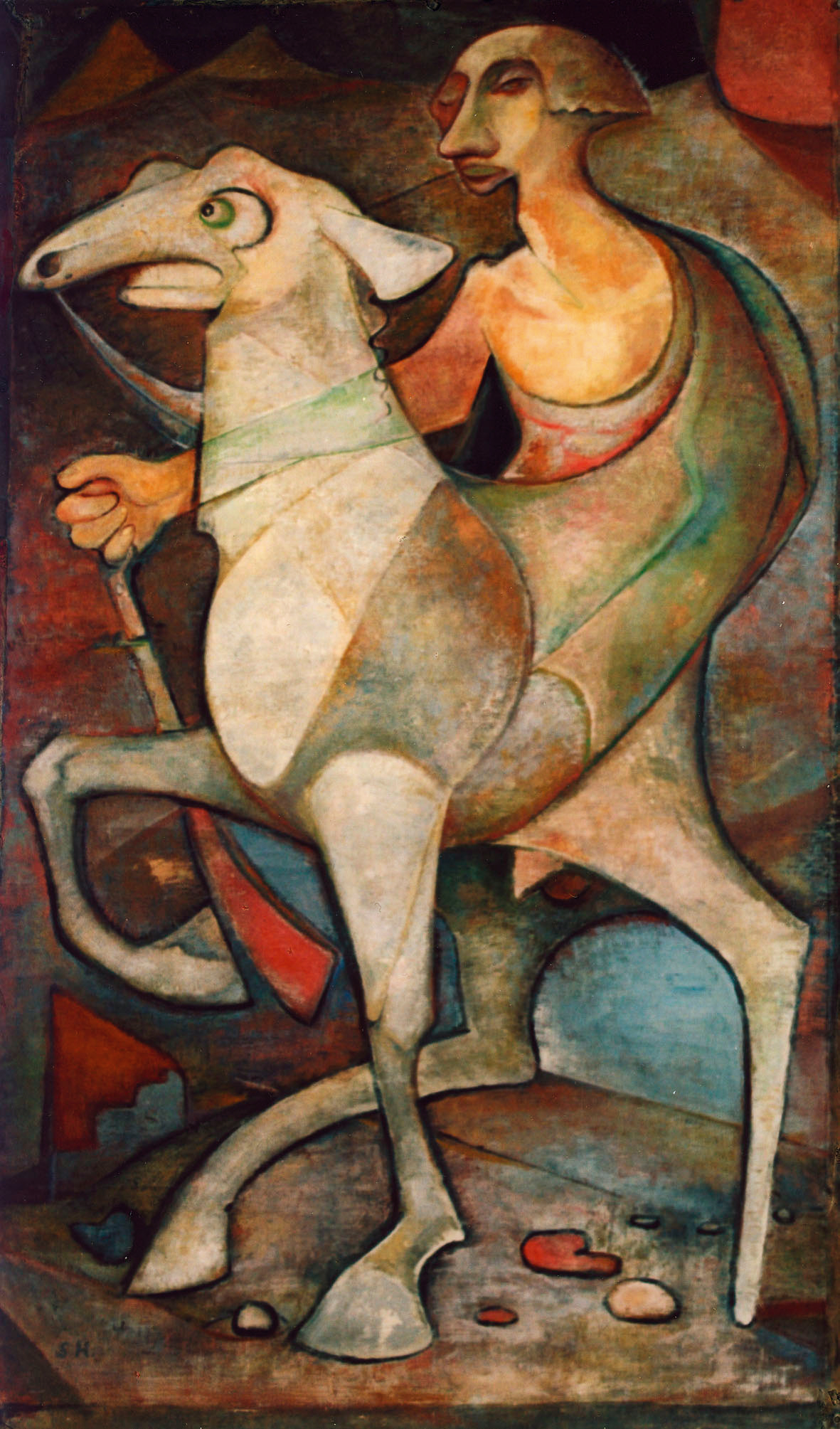
Kriegerischer Reiter
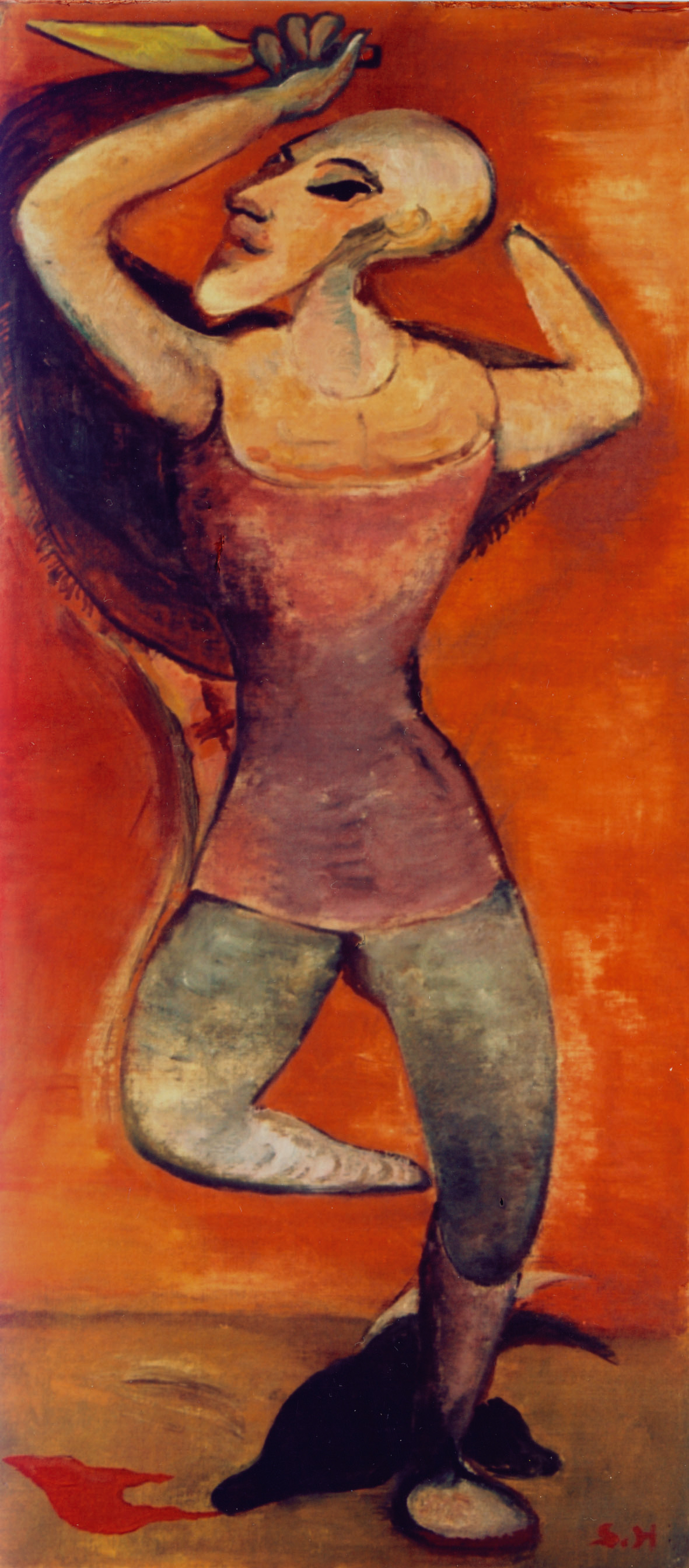
Messertänzer
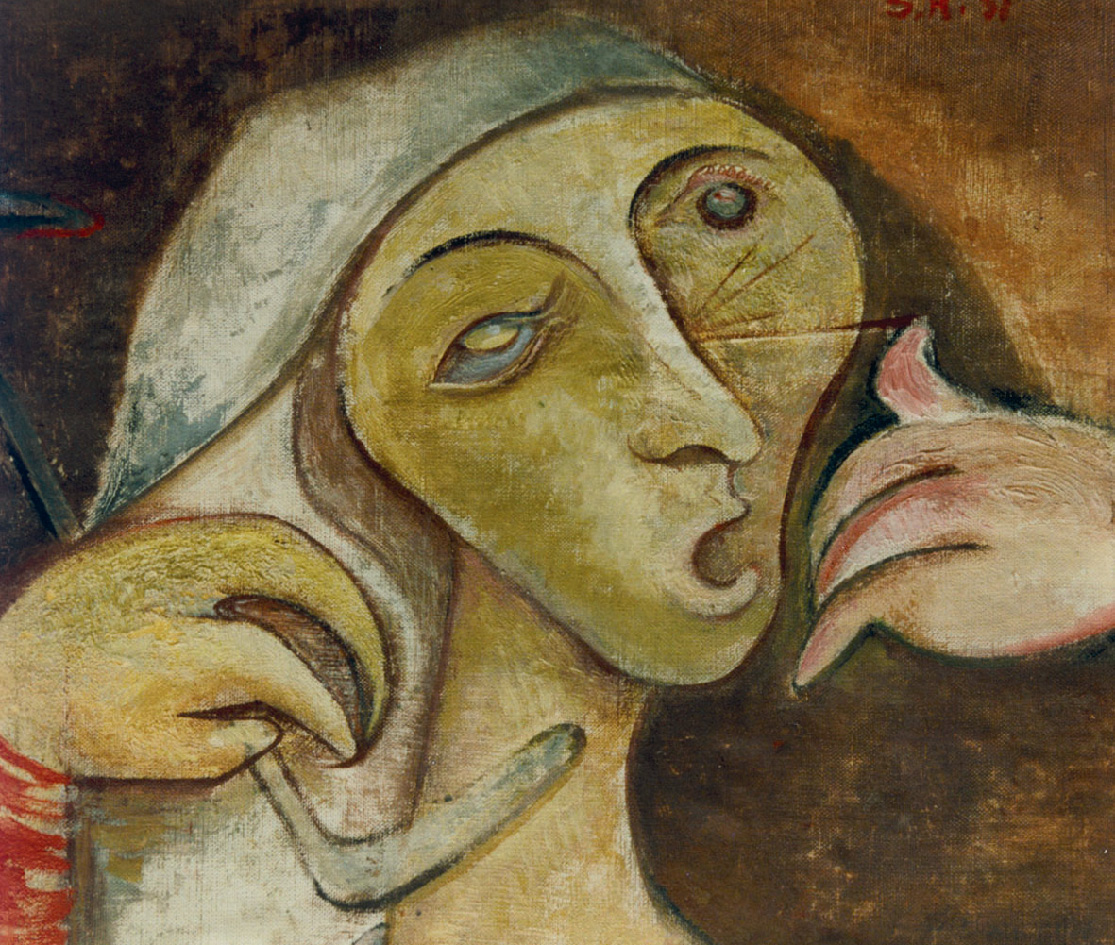
Schrecklicher Engel
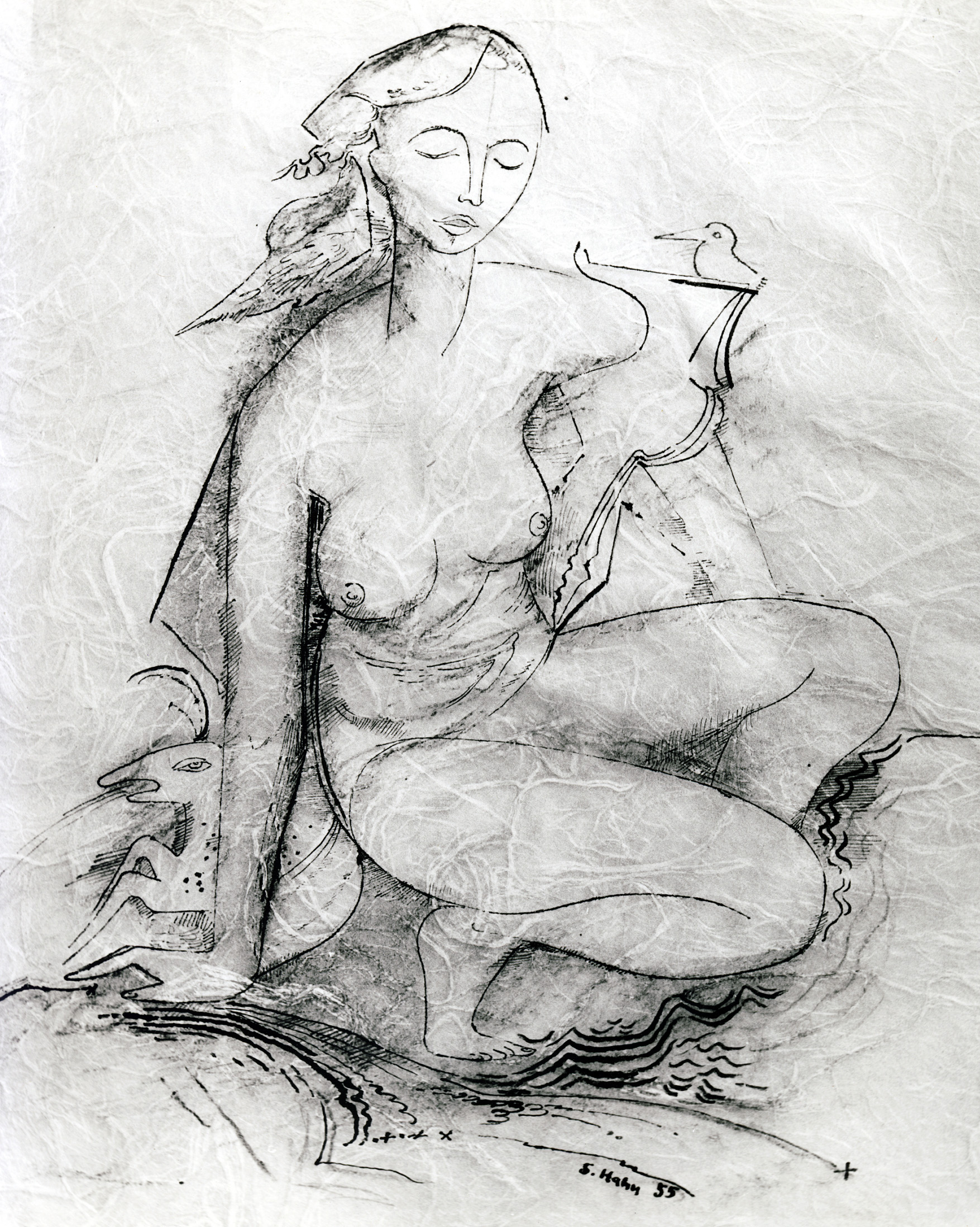
Sitzende am Strand

### Arbeiten im kirchlichen Raum
Bekannt wurde Sigmund Hahn vor allem durch seine Kirchenfenster und Altargerät in nahezu 40 Kirchen und Gemeinden der evangelischen und katholischen Konfession; vor allem durch die Glasmalereifenster in der Sakristei der St. Matthäus-Kirche im Kulturforum, dem Altarfenster in der Kirche am Hohenzollernplatz, der St. Nikolai-Kirche in Berlin-Spandau, in der St.-Lukas-Kirche in Berlin-Kreuzberg, in den Berliner Dorfkirchen in Alt-Buckow, Alt-Tegel und Alt-Hermsdorf. Das Martin-Luther Krankenhaus in Berlin hat eine von ihm gestaltete, leuchtende Glasdecke in der neuen Eingangshalle. Auch außerhalb von Berlin lassen sich seine Fenster und Mosaiken finden, zum Beispiel in der Rhön-Klinik in Bad Kissingen.
Neben den Kirchenfenstern schuf er auch Altargerät, wie zum Beispiel einen bronzenen Kirchenleuchter in der St. Bernhard Kirche in Berlin-Dahlem, in der Paul-Gerhardt-Kirche in Schöneberg und das 1,75 m hohe Bronze-Kreuz mit Ostersonne an der Außenwand der Jona-Kirche im Berliner Bezirk Charlottenburg.
In seiner Studentenzeit lernte er 1946/1947 den bekannten Bildhauer Ludwig Gies kennen. Dieser bestärkte ihn in seinem, schon früh in der Kindheit entwickelten Wunsch, selbst farbige Bildfenster für Kirchen zu gestalten. Nun ergänzt durch den Wunsch bei der Wiederherstellung und Erhaltung der im Krieg beschädigten Kirchen mitzuarbeiten. Dabei musste Sigmund Hahn sich oft an die jeweiligen Stile der Gotteshäuser anpassen.

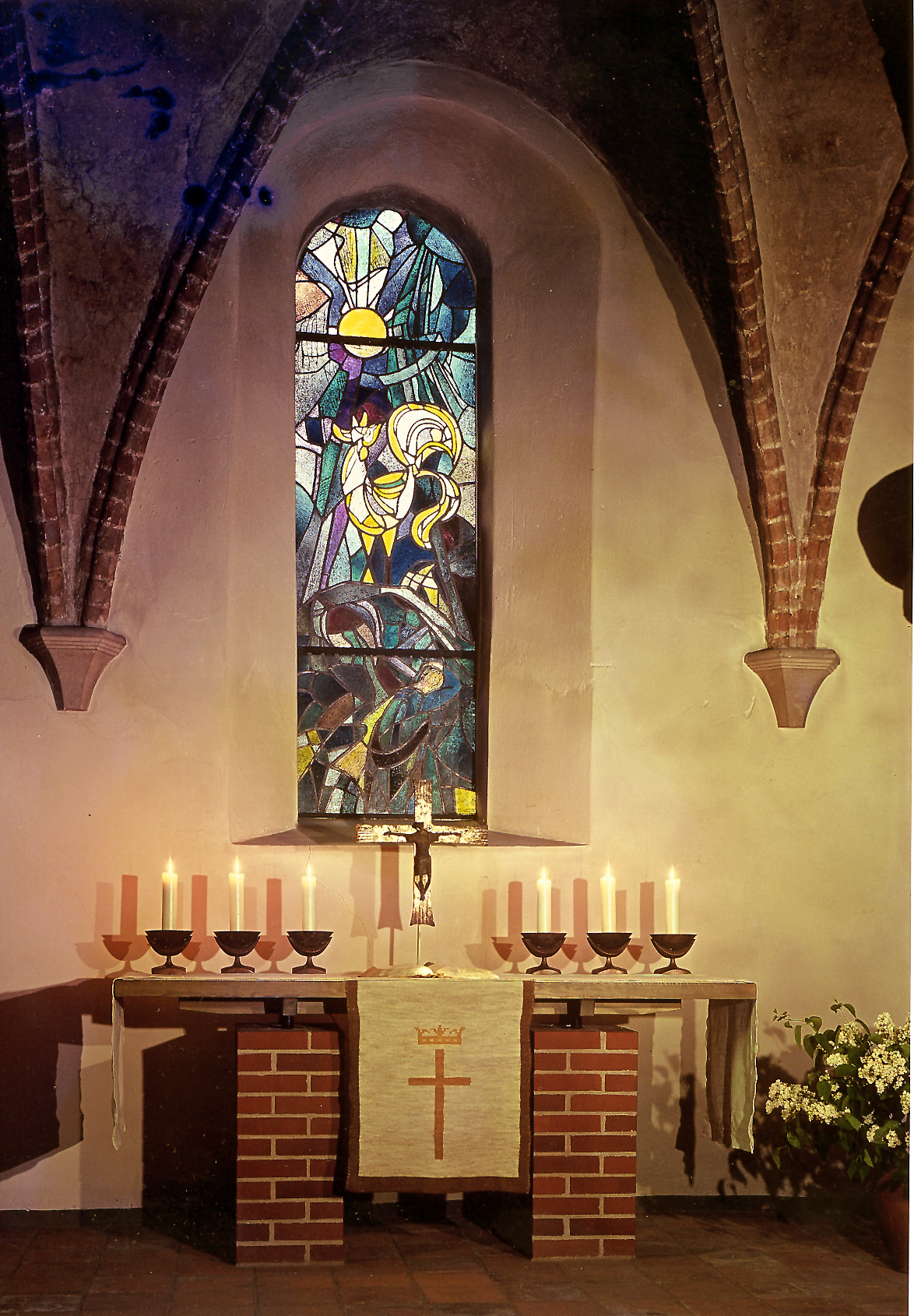
Die Verleugnung des Petrus in der Dorfkirche Alt Buckow
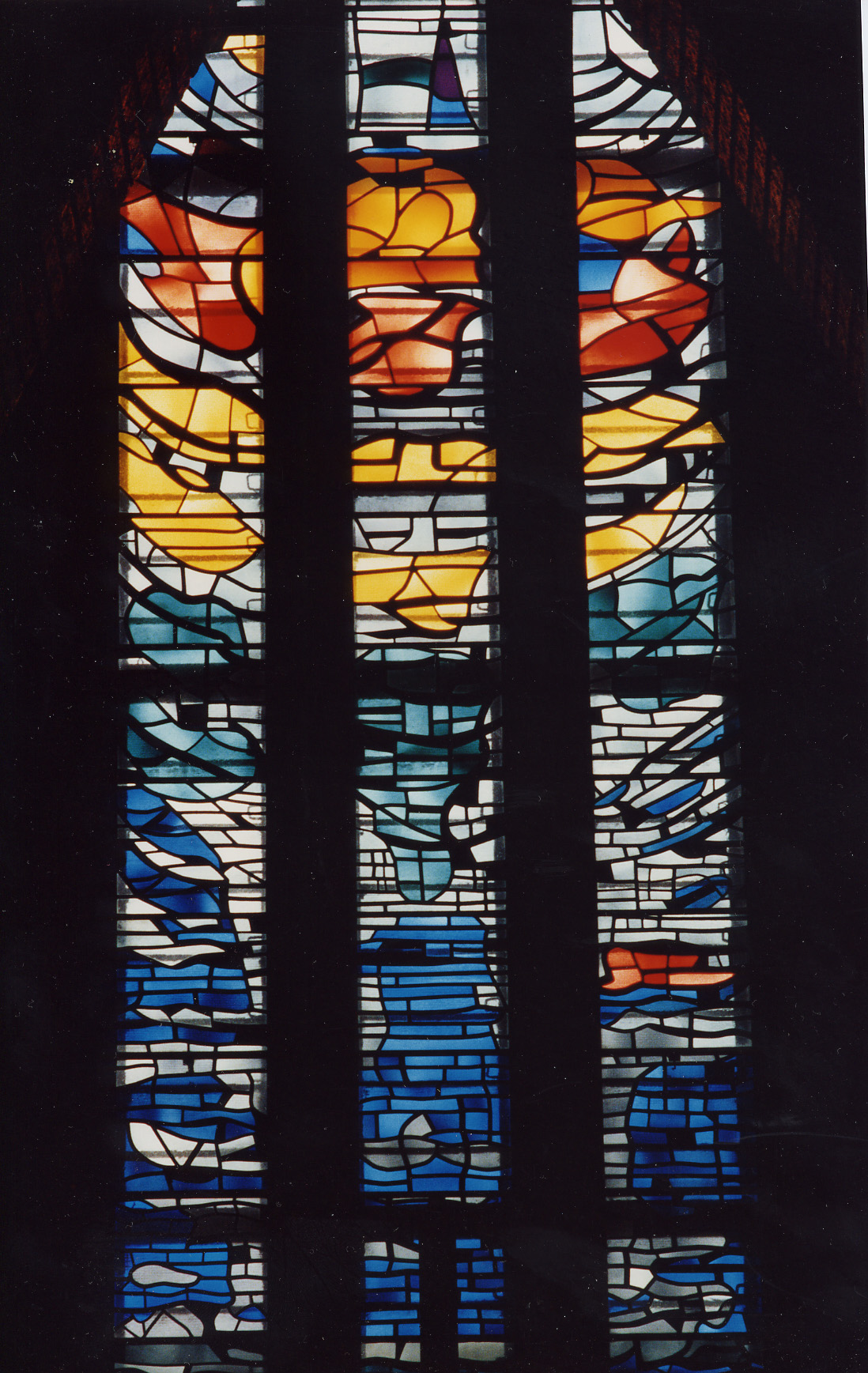
Altarfenster im Hauptschiff der Kirche am Hohenzollernplatz
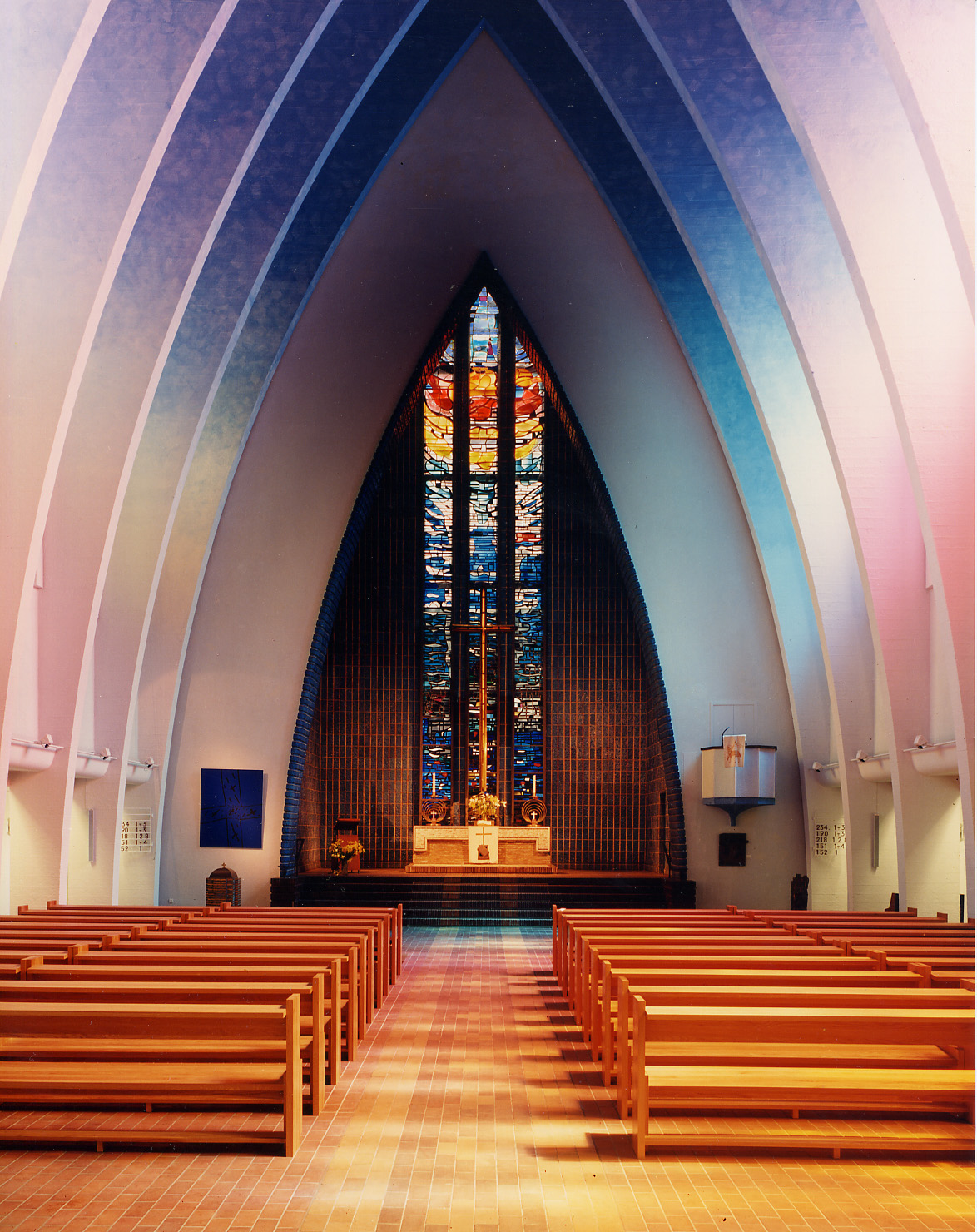
Kirchenraum der Kirche am Hohenzollernplatz
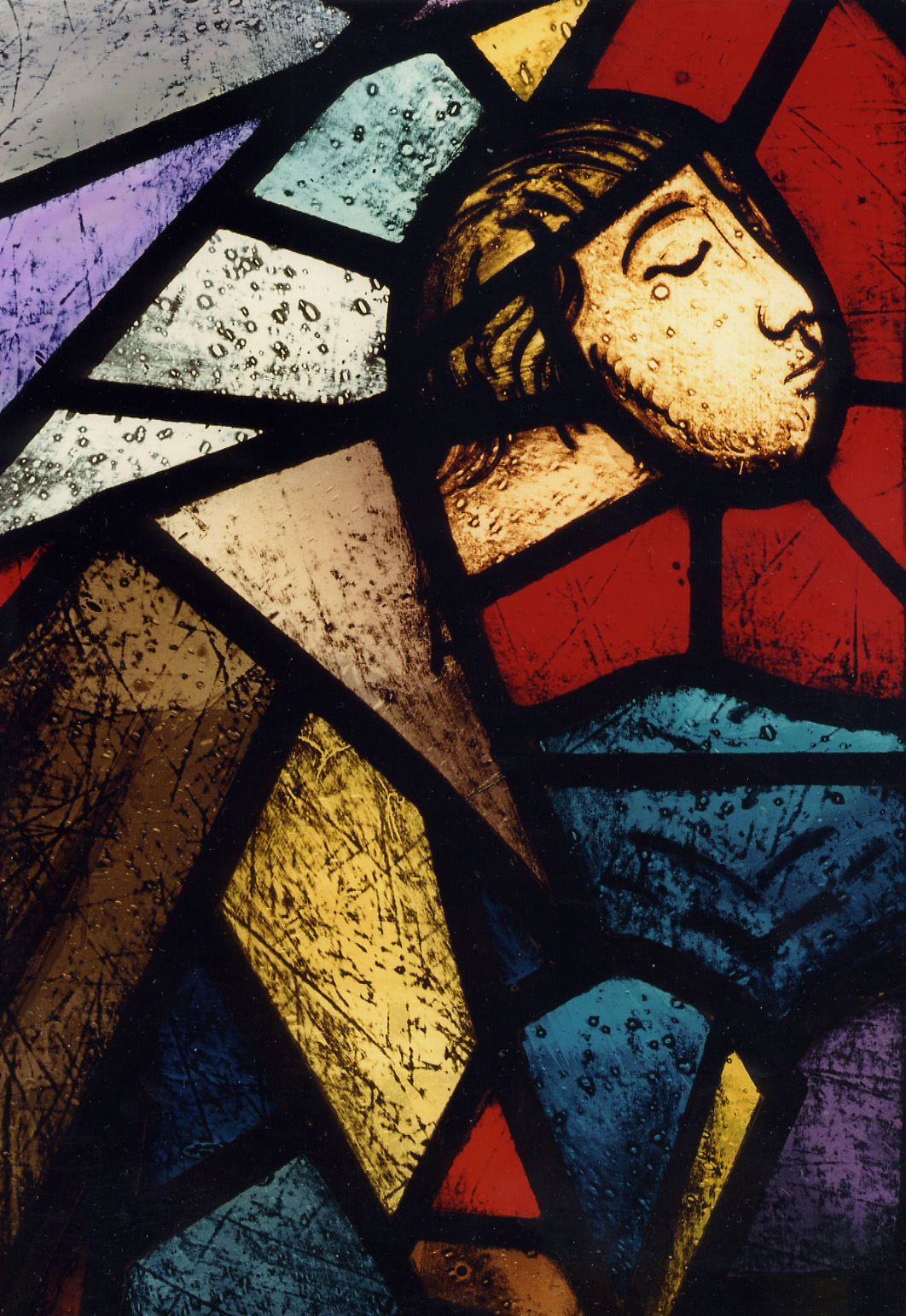
Petrusfenster in der Kapelle der St. Nikolai-Kirche in Spandau (Ausschnitt)
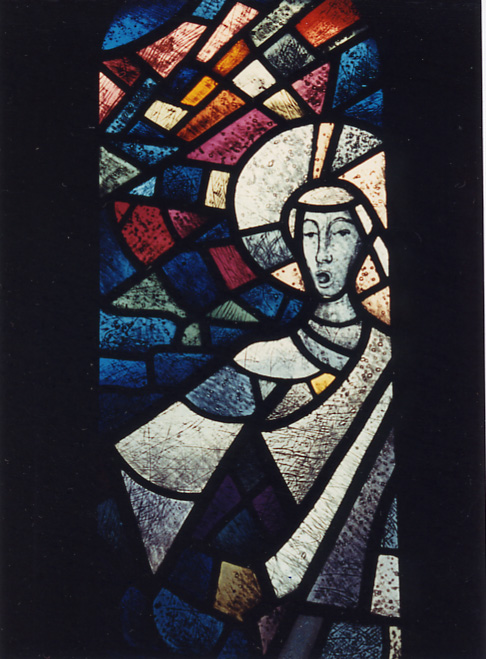
Ausschnitt eines der fünf Sakristeifenster in der Kirche St. Matthäus

### Malerei
Die spontane Art des Aquarells entsprach dem regen Geist Sigmund Hahns. Seine Motive sind vielgestaltig, Blumen, Landschaften, Stillleben und vor allem der Mensch. Die vielen Aktdarstellungen zeigen die Verbindung zum Ursprünglichen, die Liebe zum Leben und zur Schöpfung des Menschen als Teil der Natur. Sie sind erlebte Wirklichkeit und sie sind eine zärtliche Hommage an die Frau.
Seine beständige Leidenschaft aber galt der Malerei. Mit der Ölfarbe auf Leinwand konnte er sich am freiesten bewegen und seine Bildideen verwirklichen. „Bis zuletzt blieben Sigmund Hahns Bilder nicht nur von starker Farbigkeit bestimmt, sondern auch vielfarbig und malerisch frei gearbeitet. Koloristische Dissonanzen wechseln auf diese Weise mit harmonischen Entsprechungen. Alle Figurationen und Formen erscheinen in Bewegung und mit Energie erfüllt. Trotz großer Vielfarbigkeit, so beherrscht doch jeweils nur ein Farbklang ein Farbton das Bild.“ „Bei aller Explosion der Farbigkeit liegt in den Bildern von Sigmund Hahn immer auch eine stille Harmonie. Inmitten eines Rauschs an Farben bewegen sich die Figuren zugleich in einer Balance und inneren Gefügtheit, die sie aus der Getriebenheit des Augenblicks herauslöst und zu überzeitlichen Monumenten existentieller Menschlichkeit werden lässt.“
Auch der Holzschnitt hat einen hohen Stellenwert in Sigmund Hahns Schaffen. Solche erscheinen in kleinen Auflagen als Handabzüge.

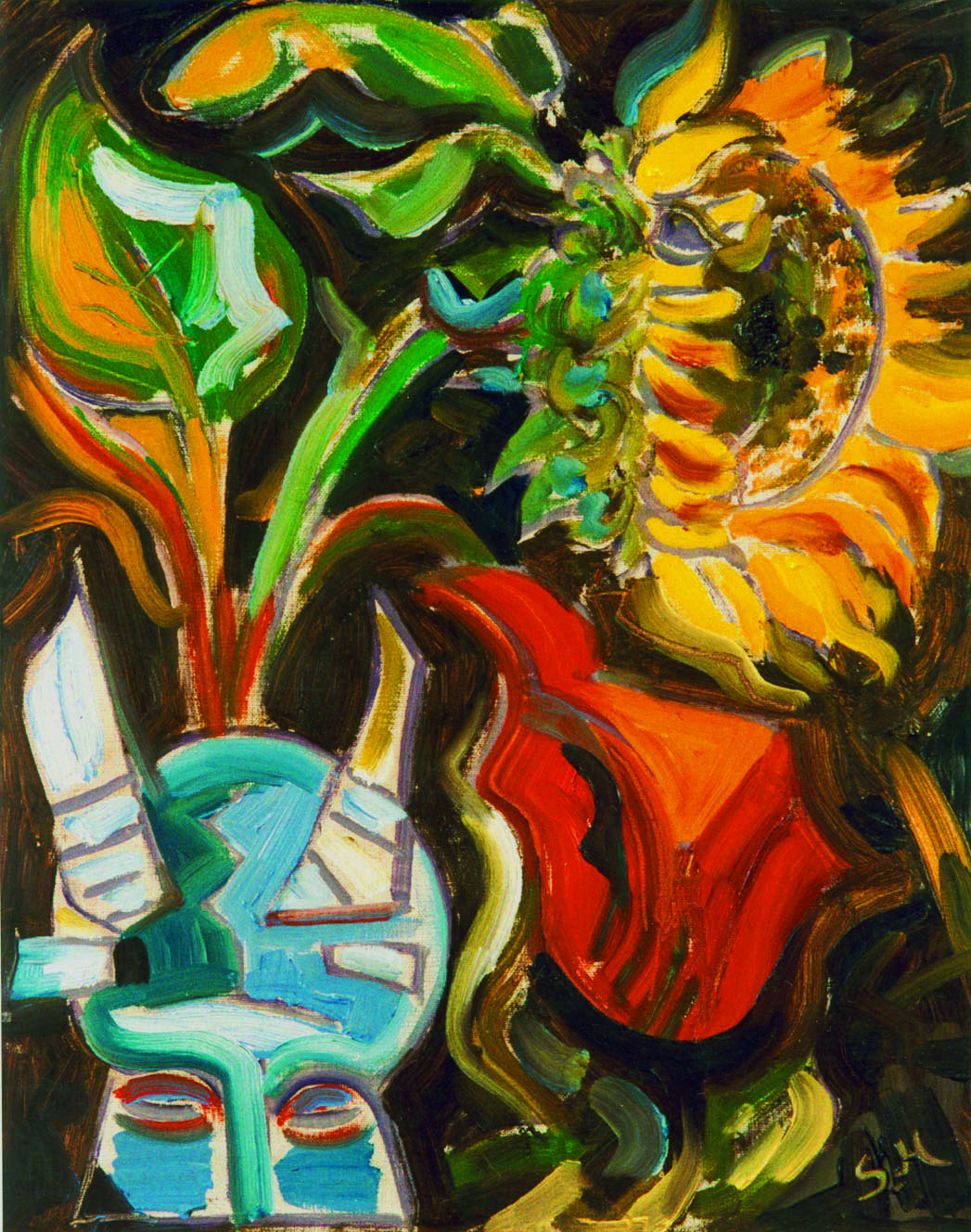
Afrikamaske und Sonnenblume
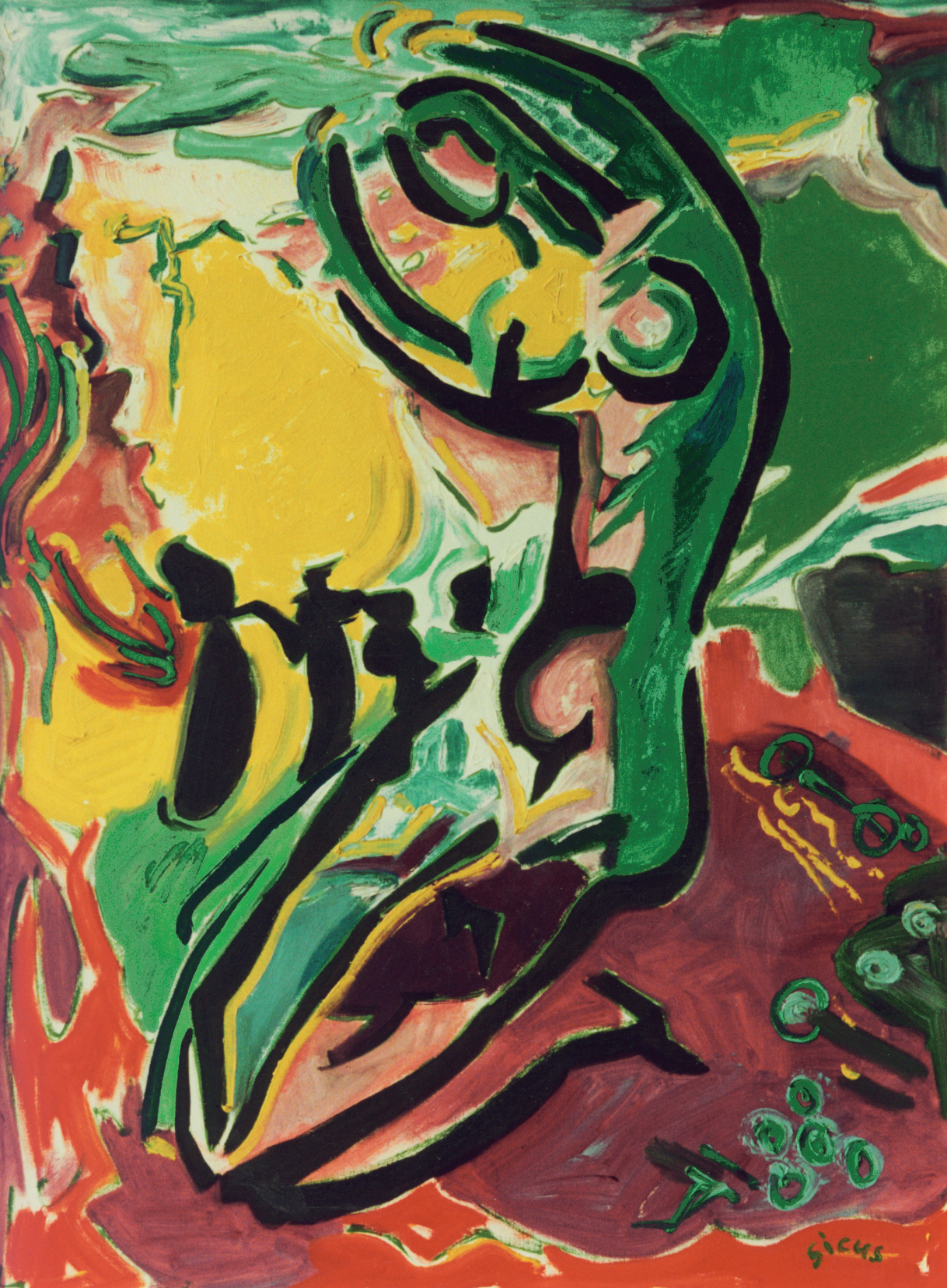
Natur und Akt
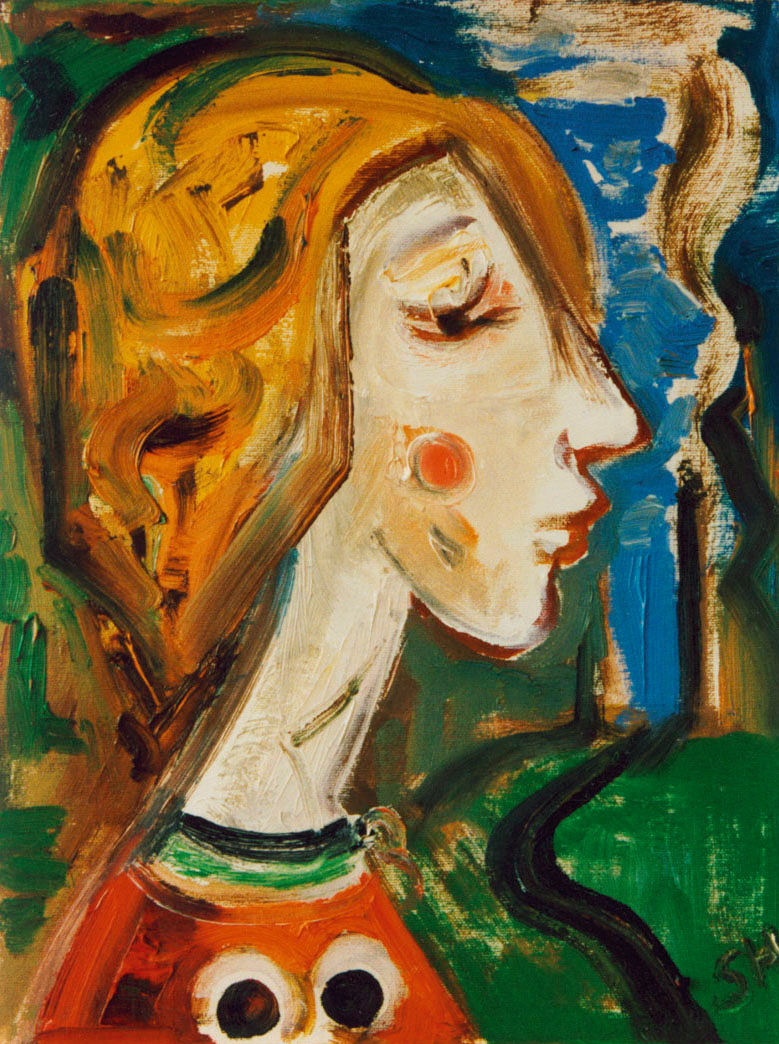
Mein Hofer Mädchen
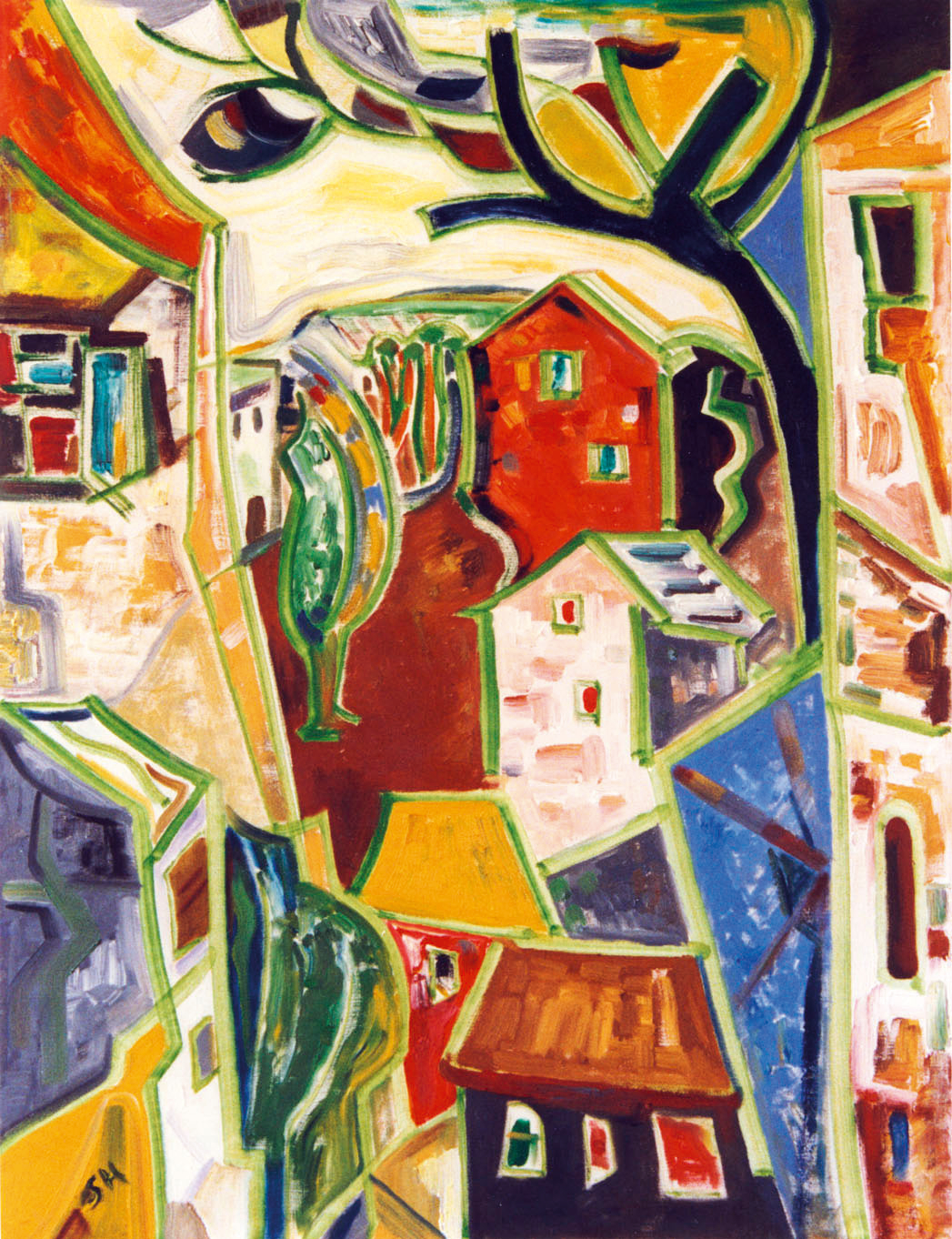
Die Donauhäuser

## Werke
Hahns Œuvre umfasst neben den Werken im öffentlichen Raum viele Zeichnungen, Aquarelle und Holzschnitte und vor allem Gemälde (Ölfarbe auf Leinwand) 14 Werke befinden sich im Museum Berlinische Galerie.

### Glasmalerei-Fenster

#### Sakrale Kunst
- Altarfenster (Kirche am Hohenzollernplatz), 1962, 15 m hoch.
- Fünf Fenster in der Sakristei (St. Matthäus-Kirche im Kulturforum Berlin), 1960.
- Triptychon und Fenster in der Kapelle; Zwei Fenster in der Sakristei (St. Nikolai-Kirche in Berlin-Spandau), 1960.
- Glasmalerei Fenster, Gesamtgestaltung des Innenraums (St.-Lukas-Kirche Berlin-Kreuzberg), 1957–59.
- Altarfenster und Rückwand (Jona-Kirche Charlottenburg), 1970.
- Sämtliche Bildfenster des Kirchenraums (Johann Sebastian Bach Kirche in Berlin-Lichterfelde), 1988.
- Zwei Bildfenster im Altarraum (Dorfkirche Alt-Hermsdorf.), 1960.
- Verleugnung des Petrus (Dorfkirche Alt-Buckow), 1964.
- Sämtliche Bildfenster des Kirchenraums (Dorfkirche Alt-Tegel), 1964.

#### Profane Kunst
- Glasmalarei-Decken (Eingangshalle Neubau und Aufwachraum Chirurgie) (Martin-Luther-Krankenhaus), 1991.
- Glasmalerei-Fensterwand (Rhön-Klinik in Bad Kissingen), 1988.
- Umschlagzeichnung (Bernhard Nordh: Die Liebenden vom Gulbrandstal. Non Stop Bücherei), Berlin 1954.

## Preise
- 1954: Kunstpreis der Stadt Berlin für Graphik

## Ausstellungen (Auswahl)
- 1971: Galarie Mouffe (Paris), Gemälde
- 1977: Galerie Europa am Dom (München), Gemälde
- 1980: „Die Insel“, Hamburger Künstlerclub (Hamburg), Gemälde
- 1987: Foyer des Ev. Konsistorium Berlin, „Christusbilder“, Gemälde
- 1990: Kirche am Hohenzollernplatz, Malerei und Grafik[16]
- 1994: Foyer des Palas der Zitadelle Spandau, Gemälde[17]
- 2001: Gotisches Haus Spandau; Sigmund Hahn, Gemälde und Grafik
- 2003: Galarie am Dom (Brandenburg, Domlinden), Gemälde
- 2004: Kabinettausstellung im evangelischen Zentrum Berlin, Gemälde
- 2006: Galerie Art.DEGO (Berlin-Schöneberg), Gemälde und Grafik
- 2006: Kirche am Hohenzollernplatz, Ausstellung zum 80. Geburtstag, Gemälde
- 2010: Gedenkausstellung Art.DEGO; „Das Frühwerk“, Gemälde
- 2011: Gotisches Haus Spandau; „Bilder“, Gemälde und Grafik[18]

## Editionen
- Werke von Sigmund Hahn. Bildband. Ernst Wasmuth Verlag, Tübingen / Berlin 2013.
- Sigmund Hahn. Die Gemälde. Bildband. Edition Goldbeck-Löwe, Berlin 2011.
- Die Aquarelle. Bildband. Edition Goldbeck-Löwe, Berlin 2008.
- „Bilder im Licht.“ Bildband Sigmund Hahns Kunst im Kirchlichen Raum. Edition Goldbeck-Löwe, Berlin 2006, ISBN 3-937556-24-9.
- Sigmund Hahn: Aus Ateliers und Werkstätten. In: Das Münster. Zeitschrift für christliche Kunst und Kunstwissenschaft. Jg. 39, Heft 2, München 1986.
- Sigmund Hahn: Aus Ateliers und Werkstätten. In: Das Münster. Zeitschrift für christliche Kunst und Kunstwissenschaft. Jg. 38, Heft 2, München 1985.